# Itamar Ben-Gvir
Itamar Ben-Gvir (hebreu: אִיתָמָר בֶּן גְּבִיר‎) (Mevasséret Tsiyyon, 6 de maig de 1976) és un advocat i polític israelià i líder del partit d'extrema dreta israelià Otzma Yehudit.
Ben Gvir, un extremista que s'havia enfrontat a desenes de càrrecs de discurs d'odi contra els àrabs, era conegut per tenir un retrat a la seva sala d'estar del terrorista israeliano-americà Baruch Goldstein que el 1994 va massacrar 29 fidels musulmans palestins i en va ferir 125 més a Hebron, en el que es va conèixer com la massacre de la Cova dels Patriarques. Va treure el retrat després d'entrar en política. L'any 1995, va amenaçar l'aleshores primer ministre Yitshaq Rabbín —que va ser assassinat dues setmanes després— dient-li: "Hem arribat al seu cotxe, i també arribarem a ell", després d'haver robat un adorn de cotxe del seu Cadillac.
Com a advocat, també és conegut per defensar els radicals jueus jutjats a Israel. Ha demanat l'expulsió dels ciutadans àrabs d'Israel que no són lleials a Israel. Actualment és membre de la Knesset, la seva base de votants consisteix principalment en joves israelians.

## Biografia
Itamar Ben-Gvir va néixer a Mevasséret Tsiyyon. El seu pare va néixer a Jerusalem fill d'immigrants jueus iraquians. Va treballar en una empresa de gasolina i es dedicava a escriure. La seva mare era una immigrant jueva kurda que havia estat activa a l'Irgun quan era adolescent i era mestressa de casa. La seva família era laica, però d'adolescent va adoptar opinions religioses i de dretes radicals durant la Primera Intifada. Primer es va unir a un moviment juvenil de dreta afiliat a Moledet, un partit que defensava el trasllat d'àrabs fora d'Israel, i després es va unir al moviment juvenil del partit encara més radical Kach i Kahane Chai, que finalment va ser designat com a organització terrorista i prohibit. pel govern israelià. Es va convertir en coordinador de joves de Kach i va afirmar que el van detenir als 14 anys. Quan va arribar a la majoria d'edat per ser reclutat a les Forces de Defensa d'Israel als 18 anys, va ser exempt del servei per les FDI a causa del seu bagatge polític d'extrema dreta.
Ben-Gvir va continuar associat amb el moviment kahanista, del qual es diu que el seu partit, Otzma Yehudit, n'és un dels successors ideològics. A la dècada de 1990, va ser actiu en les protestes contra els Acords d'Oslo. El 1995, unes setmanes abans de l'assassinat del primer ministre Yittshaq Rabbín, Ben-Gvir va cridar l'atenció pública per primera vegada quan va aparèixer a la televisió brandant un emblema de Cadillac que havia estat robat del cotxe de Rabbín i va declarar: "Hem arribat al seu cotxe i nosaltres també arribarem a ell". Tanmateix, quan va formar el partit Otzma Yehudit, va afirmar que no serien una continuació o escissió del Kach Kahane Chai. Va dur a terme una sèrie d'activitats d'extrema dreta que han donat lloc a desenes d'acusació. En una entrevista del novembre de 2015, va afirmar haver estat acusat 53 vegades. En la majoria dels casos, els càrrecs van ser rebutjats pels tribunals. El 2007, però, va ser condemnat per incitació al racisme.
Ben-Gvir està casat amb Ayala Nimrodi, una parent llunyana d'Ofer Nimrodi, l'antic propietari del diari Maariv. La parella té cinc fills i viuen a Quiriat-Arbà, a Hebron, a la Cisjordània ocupada.

## Carrera política

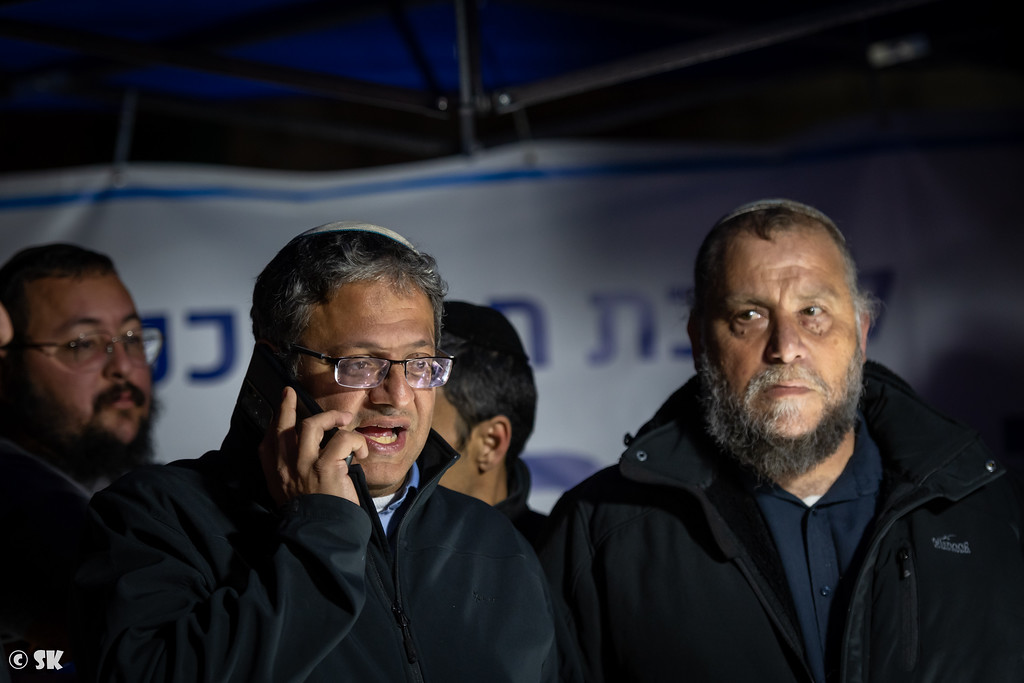
Ben-Gvir amb l'activista de dreta radical Bentzi Gopstein a Xeik Jarrah el febrer de 2022

Ben-Gvir va ser l'assistent parlamentari a la 18a Knesset de Michael Ben-Ari. El 23 de juliol de 2017, va liderar una protesta que va incloure desenes de persones fora de l'oficina del primer ministre a Jerusalem. La protesta va ser realitzada tant per Lehava com per Otzma Yehudit.
El 25 de febrer de 2019, Ben-Gvir va dir que els ciutadans àrabs d'Israel que no fossin lleials a Israel "han de ser expulsats". Ben-Gvir tenia una foto de Baruch Goldstein, que va massacrar 29 musulmans a la Cova dels Patriarques el 1994, penjat a casa seva; el va retirar en preparació per a les eleccions legislatives del 2020 amb l'esperança de poder-se presentar a la llista de dreta unificada encapçalada per Naftali Bennett.
Ben-Gvir havia planejat presentar-se a les eleccions de setembre de 2019 en el primer lloc d'una llista electoral combinada amb el partit Noam, tot i que els dos partits es van dividir per la inclusió a Otzma Yehudit d'un candidat laic a la llista combinada (a la qual Noam no estava d'acord). Ben-Gvir estava al tercer lloc d'una llista conjunta que incloïa Otzma Yehudit, Noam i el Partit Sionista Religiós que es va presentar a les eleccions legislatives israelianes de 2021. Va ser elegit membre de la Knesset quan l'aliança va aconseguir sis escons.
El maig de 2021, es va informar que freqüentava el barri de Xeik Jarrah de Jerusalem Est, en una mostra de solidaritat amb els colons jueus que hi viuen.
A les eleccions de 2022, la llista del Partit Sionista Religiós, de la qual el partit de Ben-Gvir formava part, va tenir un èxit sense precedents, més que duplicant els seus vots respecte a les eleccions de 2021, convertint-se així en el tercer partit més important de la 25a Knesset. S'espera que Ben-Gvir i el seu partit siguin una part integral d'un govern liderat per Netanyahu.

## Carrera jurídica
Ben-Gvir de vegades es va representar a si mateix durant les seves nombroses acusacions i, a proposta de diversos jutges, va decidir estudiar dret. Ben-Gvir va estudiar dret a l'Ono Academic College. Al final dels seus estudis, l'Associació d'Advocats d'Israel li va impedir fer l'examen d'advocat a causa dels seus antecedents penals. Ben-Gvir va afirmar que la decisió tenia motivacions polítiques. Després d'una sèrie d'apel·lacions, aquesta decisió va ser anul·lada, però es va decidir que Ben-Gvir hauria de resoldre primer tres causes penals en què se'l va acusar en aquell moment. Després d'haver estat absolt en els tres casos dels càrrecs que inclouen la celebració d'una reunió il·legal i pertorbar a un funcionari, Ben-Gvir va poder fer l'examen. Va aprovar els exàmens escrits i orals i se li va concedir una llicència per exercir l'advocacia.
Com a advocat, Ben-Gvir ha representat una sèrie d'activistes jueus d'extrema dreta sospitosos de terrorisme i delictes d'odi. Entre els seus clients destacats hi ha Benzi Gopstein i dos adolescents acusats de l'atac incendiari a la vila de Duma. Haaretz va descriure Ben-Gvir com l'"home de referència" dels extremistes jueus que s'enfronten a problemes legals, i va informar que la seva llista de clients "es llegeix com un 'Qui és qui' de sospitosos en casos de terrorisme jueu i crims d'odi a Israel". Ben-Gvir és també l'advocat de Lehava, una organització israeliana d'extrema dreta anti-assimilació que s'oposa activament als matrimonis mixts jueus amb no jueus, i ha demandat el waqf (organització responsable del control i gestió dels edificis islàmics al Mont del Temple).
Ben-Gvir diu que la seva feina com a advocat d'activistes jueus d'extrema dreta està motivada pel desig d'ajudar-los, no per diners.

## Polèmica

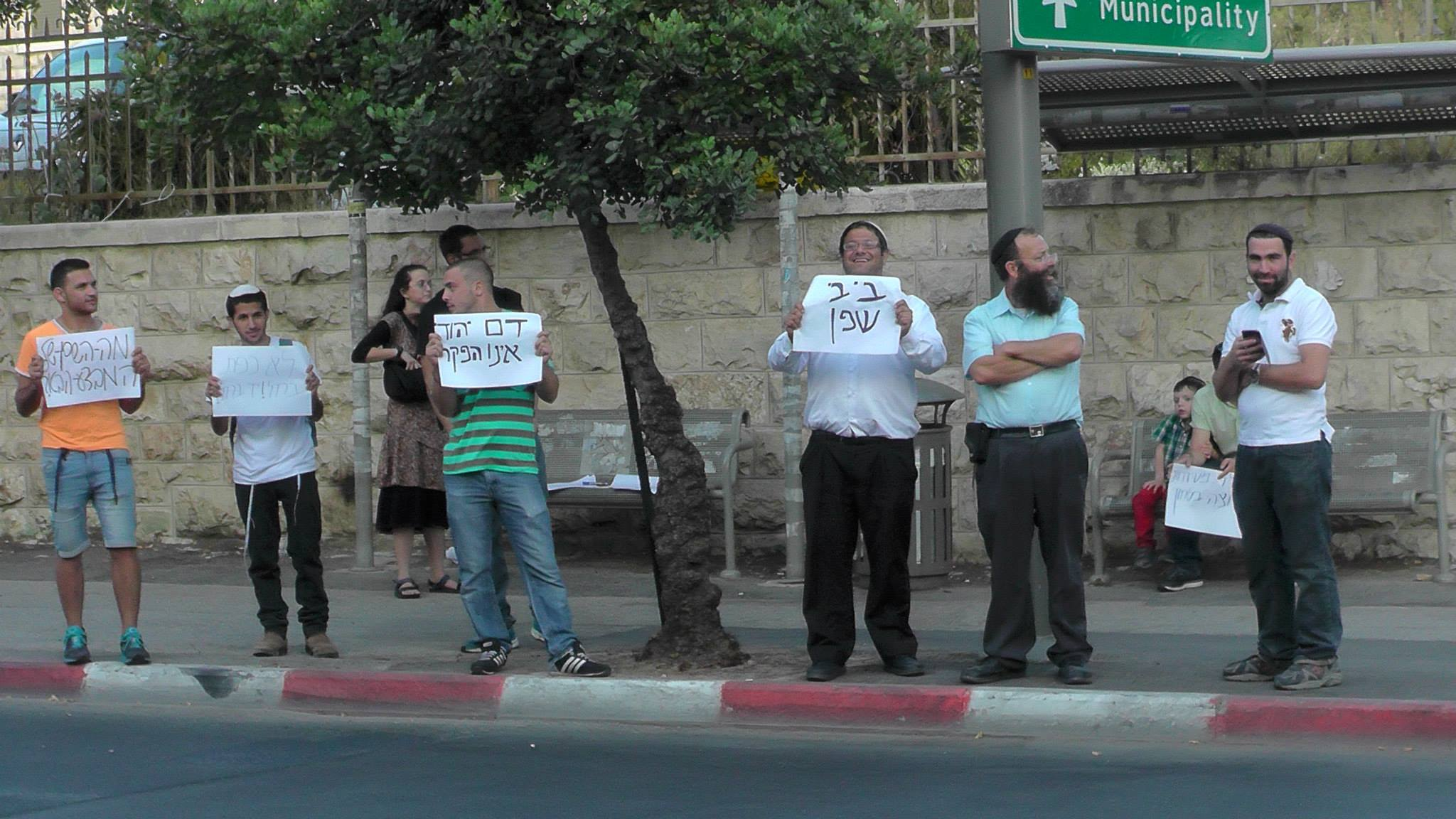
Ben-Gvir manifestant-se en contra d'un alto al foc a Gaza el 2014, durant l'Operació Marge Protector

Ben Gvir, un extremista que s'havia enfrontat a desenes de càrrecs de discurs d'odi contra els àrabs, era conegut per tenir un retrat a la seva sala d'estar del terrorista israeliano-americà Baruch Goldstein que, el 1994, va massacrar 29 fidels musulmans palestins i en va ferir 125 més a Hebron, en el que es va conèixer com la massacre de la Cova dels Patriarques. Va llevar el retrat després d'entrar en política. L'any 1995, va amenaçar l'aleshores primer ministre israelià Yitzhak Rabin —que va ser assassinat dues setmanes després— dient-li: "Hem arribat al seu cotxe, i també arribarem a ell", després d'haver robat un adorn del seu cotxe Cadillac.
L'octubre de 2021, Ben-Gvir i el líder de la Llista Conjunta Ayman Odeh van tenir un enfrontament físic durant una visita al Centre Mèdic Kaplan per veure Miqdad Qawasmeh, un agent de Hamàs que havia estat en vaga de fam durant més de tres mesos de la seva detenció administrativa. Ben-Gvir es va mostrar en contra de que Qawasmeh sigui atès en un hospital israelià, i va afirmar que l'havia visitat per comprovar les condicions del detingut, així com per "veure de prop aquest miracle que una persona segueixi viva tot i que durant uns quants mesos no menja". Quan Ben-Gvir va intentar entrar a l'habitació de Qawasmeh, va acusar Odeh de ser un terrorista per donar suport a extremistes com Qawasmeh. Llavors Odeh va colpejar primer, empenyent Ben-Gvir, i la parella va començar a barallar-se abans de ser separades pels espectadors. Més tard, Ben-Gvir va presentar una denúncia contra Odeh al·legant que havia "comès un delicte greu".
El desembre de 2021, Ben-Gvir va ser investigat després que aparegués un vídeo d'ell tirant una pistola contra els guàrdies de seguretat àrabs durant una disputa d'aparcament al garatge subterrani del centre de conferències Expo Tel-Aviv. Els guàrdies van demanar a Ben-Gvir que mogués el seu vehicle ja que estava estacionat en un espai prohibit. Aleshores va treure una pistola i la va brandar als guàrdies. Les dues parts es van burlar mútuament l'una de l'altra i Ben-Gvir va afirmar que sentia que la seva vida estava amenaçada. Els guàrdies estaven desarmats.
El gener de 2022, el seu nivell de seguretat fou incrementat. A causa de les freqüents amenaces de mort, Ben-Gvir va sempre acompanyat per diversos guàrdies i es prenen mesures de seguretat addicionals per garantir la seva seguretat.
El 13 d'octubre de 2022, al barri Xeik Jarrah de Jerusalem Est, Ben-Gvir va participar en els enfrontaments entre els colons jueus israelians i els residents palestins locals, brandant una pistola i dient a la policia que disparés contra els palestins llançant pedres al lloc dels fets, i cridant-los que "Som els propietaris aquí, recordeu-ho, sóc el vostre propietari". Aquest va ser un missatge que més tard va repetir en un tuit el matí després de les eleccions del 2022 en el seu tweet de victòria.